# Kamakwie
Kamakwie é uma cidade da Serra Leoa.